# توکایی

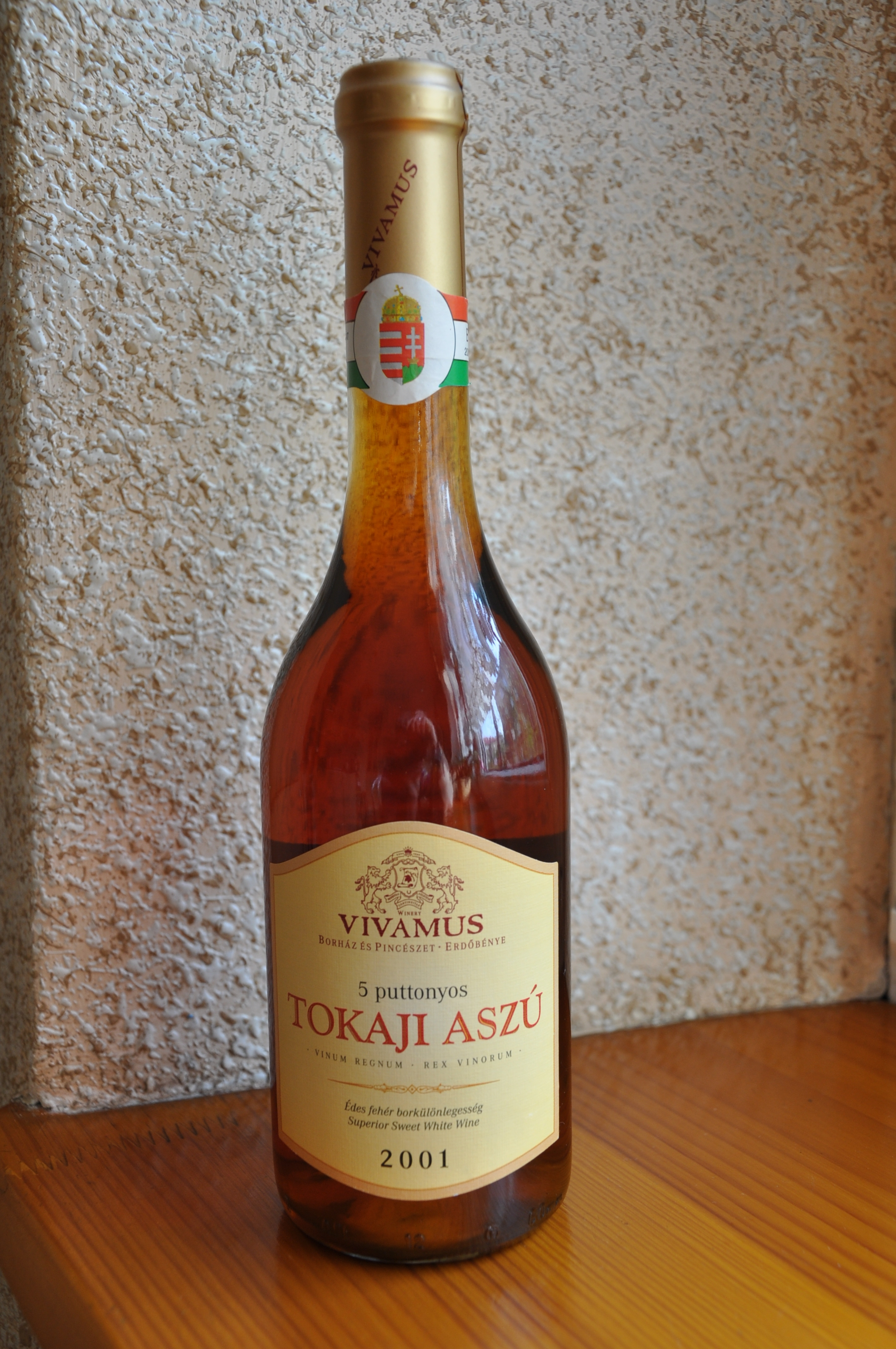
توکایی آسو

توکایی (مجاری: Tokaji، از توکای) شراب منطقه توکای، مجارستان است و از قرن هجدهم به عنوان «شراب شاهان، شاه شراب‌ها» شناخته می‌شود. شهد حاصل از انگور توکای در سرود ملی مجارستان نیز ذکر شده‌است.
منطقهٔ توکای به‌خاطر شراب شیرین از انگور با پوسیدگی مطلوب و برداشت دیرهنگام انگور خشک و متعاقب آن فرایند خاص شراب‌گیری مشهور است. منطقه شراب‌گیری توکای در پادشاهی مجارستان بوده، اما پس از پیمان تریانون بین مجارستان و چکسلواکی تقسیم شد؛ تولیدکنندگان منطقه شراب جنوب اسلواکی در صورت اعمال مقررات کنترل کیفیت مجارستان می‌توانند از برچسب Tokajský/-á/-é استفاده کنند.

## انواع توکایی

### توکایی آسو
توکایی آسو یا به اختصار آسو یک شراب دسر با استفاده از انگور خشک و پوسیدهٔ مطلوب به‌وسیلهٔ فناوری چند صد ساله است. اولین بار انگور آسو (پوسیده) در سال ۱۵۷۱ در یک معامله ملکی ذکر شده که به وضوح نشان می‌دهد که انگور آسو از انگور معمولی جدا نگاه داشته می‌شده‌است. توکایی اولین تولید شراب از انگورهای چروکیده و پوسیده‌است؛ آلمانی‌ها در مناطق رود راین تا سال ۱۷۷۵ نمی‌توانستند چنین پوسیدگی‌ای تولید کنند.

### شراب خشک
برای قرن‌ها تولید اصلی منطقهٔ توکای شراب شیرین، عمدتاً آسو بوده و توکایی خشک محصولی نسبتاً جدید در منطقه است.

### سامورودنی
از دهه ۱۸۲۰ بازرگانان لهستانی، نام سامورودنی را برای این شراب رایج کردند که پیشتر شراب اصلی منطقه بود. سامورودنی از زبان اسلواکی به معنای «رشد خودبه‌خودی» نشأت می‌گیرد. سامورودنی معمولاً الکل بیشتری نسبت به شراب معمولی دارد؛ محتوای الکل آن به‌طور معمول ۱۴٪ است.

### اِسِنتسیا
اسنتسیا یا شهد، شرابی منحصربه‌فرد در جهان توصیف می‌شود، اگرچه از نظر فنی حتی نمی‌توان آن را شراب نامید زیرا غلظت بسیار زیاد قند آن سطح الکل را هرگز از ‎۵–۶ درصد بالاتر نمی‌برد. اسنتسیا آب انگور آسو در حین برداشت است که به‌طور طبیعی از خمره‌ها خارج می‌شود. غلظت قند آن به‌طور معمول بین ۵۰۰ تا ۷۰۰ گرم در لیتر است و به‌طور سنتی به شراب آسو اضافه می‌شود، اما اگر تخمیر ۴ ساله و سپس خالص بطری شود، شراب به‌دست‌آمده دارای غلظت و شدتِ طعمی بی‌نظیر اما آنقدر شیرین است که فقط در مقادیر کم می‌توان از آن نوشید. برخلاف شراب‌های دیگر، اسنتسیا کیفیت خود را تا ۲۰۰ سال یا بیشتر حفظ می‌کند.

## یادداشت
1. ↑  به ضم ت
2. ↑  Vinum Regum, Rex Vinorum، توصیف لوئی چهاردهم از توکایی.
3. ↑  noble rot (به مجاری: آسو)، مرحله‌ای مطلوب از پوسیدگی انگور بر اثر کپک خاکستری و مناسب برای تخمیر است.
4. ↑  Szamorodni، سامُرُدنی
5. ↑  Eszencia